# Kitsissuarsuit
Kitsissuarsuit [ˌkit͡sːisːuˈɑsːuit] (nach alter Rechtschreibung Kitsigsuarssuit) ist eine grönländische Siedlung im Distrikt Aasiaat in der Kommune Qeqertalik.

## Lage
Kitsissuarsuit liegt auf der südlichsten größeren Insel der gleichnamigen Inselgruppe in der Diskobucht. 20 km nordnordwestlich liegen die Kitsissut mit dem verlassenen Ort Imerissoq. Nach Südsüdosten sind es 20 km bis nach Aasiaat, dem nächstgelegenen bewohnten Ort.

## Geschichte

### Kitsissuarsuit als Anlage
Kitsissuarsuit war schon zu Beginn der Kolonialzeit bewohnt. Dafür spricht, dass der ursprünglich von Holländern vergebene Name der Inselgruppe von dem Vorfinden von Hunden zeugt, wobei die Inseln so abgelegen liegen, dass unmöglich Menschen ihre Hunde hier ließen, ohne selbst auf den Inseln zu wohnen. Einige andere der Inseln weisen archäologische Spuren von Besiedelung auf, aber in neuerer Zeit war nur eine der Inseln bewohnt.
1736 besuchte Poul Egede die Inseln, aber die ganze Bevölkerung war auf Jagdreisen. 1739 plünderten die Bewohner ein holländisches Schiff, das aufgelaufen war. 1750 überlegte man eine Loge an dem Wohnplatz zu gründen, aber die Bewohner handelten nur mit holländischen und englischen Walfängern. Die große Epidemie von 1785/86 erreichte Kitsissuarsuit wegen der abgeschiedenen Lage nicht und so stieg die Einwohnerzahl stetig.
1787 begann man einen dänischen Walfangversuch in Kitsissuarsuit, der über Kronprinsens Ejlande lief, aber nach einem Jahr wurde Kitsissuarsuit 1788 wieder in den Kolonialdistrikt Egedesminde eingegliedert. 1789 wurde ein 105 m² großes Stockwerkhaus errichtet, in dem ein Walfängerassistent, ein Speckschneider und ein bis zwei Matrosen stationiert waren. 1792 kamen auch ein Böttcher und ein Zimmermann nach Kitsissuarsuit. 1793 wurde ein Speckhaus als Fachwerkbau errichtet. Im selben Jahr wurden 106 Einwohner im Ort gezählt, von denen die meisten ungetauft waren. 1796 wurde Kitsissuarsuit zur Anlage unter Kronprinsens Ejlande umgewandelt. Ab 1801 wurde der Ort von Schiffen angefahren. Während des Krieges von 1807 bis 1814 kam die Wirtschaft zum Erliegen und die Bewohner handelten wieder mit den Engländern. 1808 lebten 90 Menschen in Kitsissuarsuit, von denen nur einer noch ungetauft war.
1813 wurde die Anlage aufgegeben. Fünf Jahre später wurde sie neugegründet und gehörte nun wieder zum Kolonialdistrikt Egedesminde. 1820 gab es in Kitsissuarsuit wieder einen Assistenten, einen Speckschneider, einen Zimmermann und einen Koch. 1821 hatte der Ort 111 Einwohner in sechs Häusern. Bei der Pockenepidemie 1825 starb ein großer Teil der Bevölkerung.

### Kitsissuarsuit als Udsted
Der Walfang wurde aufgegeben und 1830 erhielt Kitsissuarsuit den Status eines Udsteds. Deswegen wurden das Wohnhaus und das Speckhaus an andere Orte versetzt und stattdessen ein Wohnhaus für den Udstedsverwalter erbaut. Im selben Jahr war auch Kitsissut zum Udsted herabgestuft worden und so zogen viele Menschen aus Kitsissut nach Kitsissuarsuit, sodass der Ort 1831 schon wieder 99 Einwohner hatte. Als Kitsissut später seinen Udstedsstatus verlor, zogen noch einmal viele Leute nach Kitsissuarsuit, aber 1888 wieder zurück, als Imerissoq den alten Udsted von Kitsissut ersetzte.
1915 hatte der Ort 166 Einwohner. Neben 17 Wohnhäusern gab es eine Wohnung für den Udstedsverwalter von 1910 und einen Laden mit Proviantlager aus demselben Jahr. Beide Gebäude waren Fachwerkgebäude mit Holzverkleidung und Dachschindeln. Von den zwei Speckhäusern war eines ein früherer Laden und ebenfalls ein Fachwerkbau mit Holzverkleidung und Holzdach. Außerdem gab es eine hölzerne Böttcherei. Die Schulkapelle stammte aus dem Jahr 1905 und war ein Fachwerkgebäude mit Holzverkleidung und Dachschindeln. In ihr befand sich ein Harmonium. Unter den Bewohnern waren 53 Jäger, zwei Fischer, der Udstedsverwalter, ein ausgebildeter Katechet und eine Hebamme. Die Männer in Kitsissuarsuit galten als mit die besten Kajakfahrer des Landes, die gebauten Kajaks und Umiaqs waren auch fünfzig Jahre später noch stark nachgefragt und auch in Kürschnerei und Kunsthandwerk waren die Bewohner tüchtig.
1928 wurde eine Kirche gebaut. 1966 ersetzte die Schule aus Nivaaq die alte Schulkapelle von 1905. 1931 wurde eine neue Böttcherei gebaut und 1945 erhielt Kitsissuarsuit einen neuen Laden. 1948 wurde ein Speckhaus errichtet. 1952 waren 34 Fischer im Ort tätig, die ihren Fang in 368 m² Fischhäusern lagerten. 1954 wurde ein weiteres Fischhaus errichtet und 1957 eine Telestation. 1966 wurde eine neue Schule gebaut. Noch bis 1960 lag die Einwohnerzahl konstant bei etwa 160 Personen.
Bis 1950 war Kitsissuarsuit eine eigene Gemeinde ohne weiteren zugehörigen Ort innerhalb des Kolonialdistrikts Egedesminde. Sie gehörte dem 3. Landesratswahlkreis an. Kitsissuarsuit war Teil der Kirchengemeinde Aasiaat und gehörte dem Oberkatechetendistrikt der Kolonie an. Nach 1951 wurde Kitsissuarsuit Teil der Gemeinde Aasiaat.

## Liste der Kolonialangestellten
Kitsissuarsuit war bis 1830 eine Anlage. Diese wurde von folgenden Handelsassistenten geleitet.
- 1788–1794: Jens Larsen Smidt
- 1794–1795: Andr. Larsen (als Speckschneider)
- 1795–1796: Christian Frederik Rousing
- 1796–1799: Jeppe Andreas Scheen
- 1799–1800: Michael Olrik
- 1800–1801: Wilhelm Frimann Koren
- 1801–1802: Johan Christian Geisler
- 1802–1804: Johan Ritter
- 1804–1807: Johan Henrik Christensen
- 1807–1809: Hans Christian Møhl
- 1809–1813: Johan Lorentz Mørch
- 1813–1818: Christopher Carl Dalager
- 1818–1821: Frederik Breum
- 1821–1822: E. Jens Gottlieb Walerius
- 1822–1824: Carl Søren Vilhelm Egtved
- 1825–1827: Hans Rosing
- 1827–1830: Johan Lorentz Mørch

## Wirtschaft
Die Bewohner von Kitsissuarsuit leben hauptsächlich von Fischerei und Jagd, auch wenn es keine Fischfabrik im Ort gibt. Weitere Arbeitsmöglichkeiten sind größtenteils im Verwaltungs- und Dienstleistungssektor zu finden.

## Infrastruktur und Versorgung
Der Hafen von Kitsissuarsuit wurde 1987 mit einem Kai ausgestattet und liegt im Nordosten des Dorfs. Der Heliport Kitsissuarsuit verbindet den Ort über die Luft mit der Umgebung und befindet sich im Westen. Durch den Ort zieht sich lediglich ein größerer Weg.
Nukissiorfiit versorgt den Ort über ein 1987 errichtetes Dieselkraftwerk mit Strom, während Trinkwasser durch eine Meerwasserentsalzungsanlage gewonnen wird. Ölöfen versorgen die Häuser mit Wärme. Müll wird im Norden des Dorfs deponiert.

## Bebauung
Die Kirche von Kitsissuarsuit wurde 1928 errichtet. Es gibt zudem beispielsweise eine Werkstatt mit Wäscherei, eine Pilersuisoq-Filiale und ein Handelsgebäude. Die Ole Reimerip Atuarfia ist die Volksschule von Kitsissuarsuit. Mehrere Gebäude im Ort sind geschützt.

## Sport
Der Fußballverein Míngoĸ Kitsissuarsuit nahm 1959/60 und 1963/64 an der Grönländischen Fußballmeisterschaft teil.

## Söhne und Töchter
- Isak Abelsen (1879–1956), Landesrat
- Thomas Larsen (1885–?), Katechet und Landesrat
- Knud Abelsen (1906–?), Landesrat
- Magnus Larsen (* 1931), Pastor, Propst, Schriftsteller, Redakteur und Kommunalpolitiker

## Bevölkerungsentwicklung
Die Bevölkerungszahl von Kitsissuarsuit war lange sehr stabil, hat sich jedoch seit Mitte der 2000er Jahre mehr als halbiert.